# 日本ハム
日本ハム株式会社（にっぽんハム、英: NH Foods Ltd.）は、大阪府大阪市北区梅田に本社を置く大手食品加工メーカー。日経平均株価およびJPX日経インデックス400の構成銘柄の一つ。

## 概説
ハム・ソーセージ大手（伊藤ハム米久ホールディングス・プリマハム・丸大食品）の一角で、業界首位。プロ野球チーム北海道日本ハムファイターズの親会社である。Jリーグのセレッソ大阪にも出資し役員を派遣している。日本ルナグループ、日本フードグループ、日本ハム販売グループ、宝幸（旧宝幸水産）など約90社の関連企業がある。最大のヒット商品はシャウエッセンで、ソーセージのトップブランドとして現在でも重要な基幹商品となっている。
長らくカタカナ表記のニッポンハムを用いる場合も多かったが、2014年4月にコーポレートロゴを日本ハムの発足から51年目にして初めて改定され、英字表記の Nipponham に改められた。同年7月からは製品パッケージにも順次表記され始めている。

## 歴史

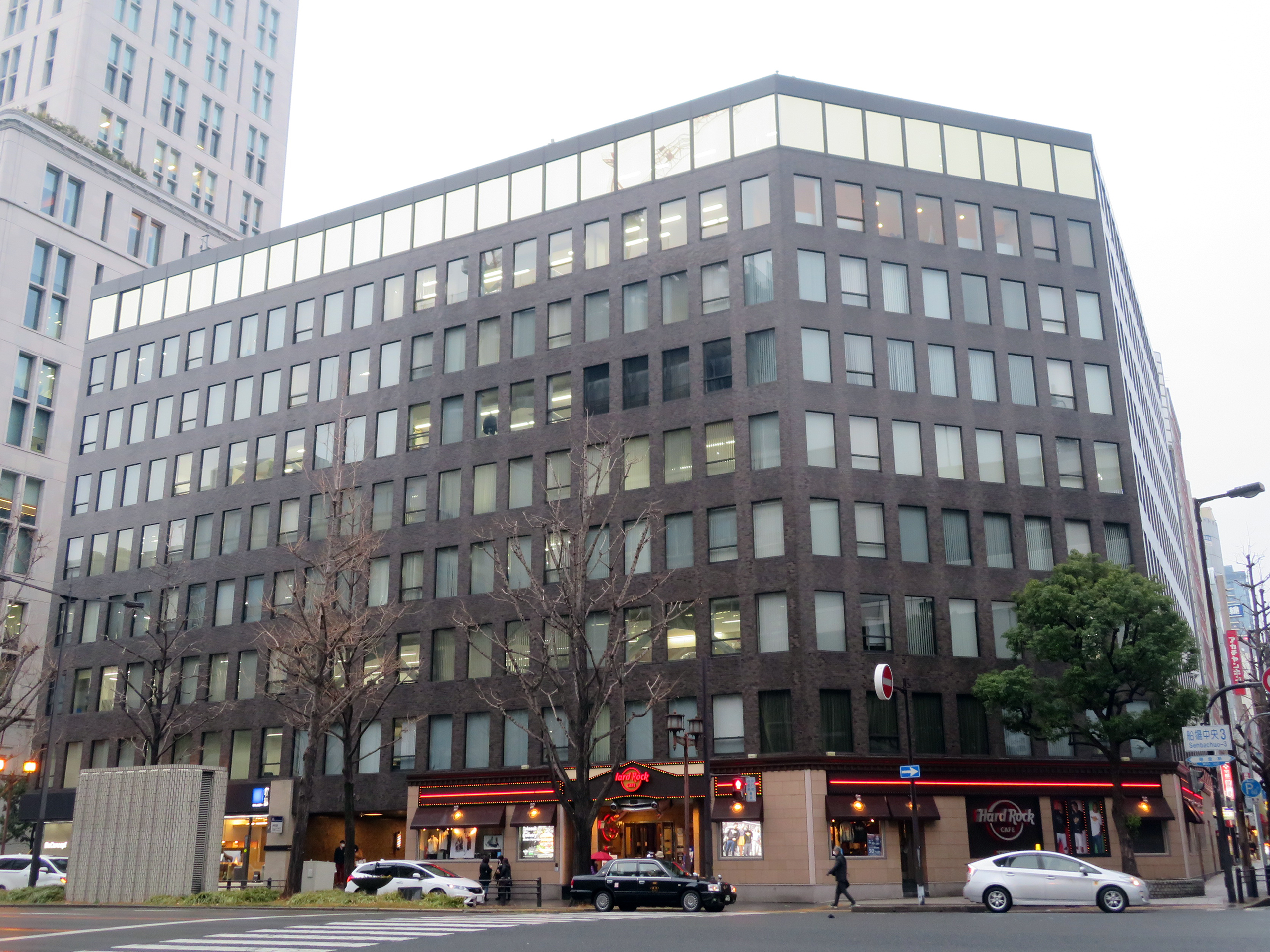
旧本社ビルだったイトウビル

- 1942年3月3日[3] - 香川県大川郡津田町津田（現・さぬき市）出身の大社義規が、徳島県徳島市で「徳島食肉加工場」として創業。
- 1951年12月29日 - （旧）徳島ハム株式会社設立。
- 1962年12月3日 - 徳島ハム販売株式会社が（旧）徳島ハム株式会社を合併し（新）徳島ハム株式会社に商号変更。
- 1963年8月1日
  - 商号を日本ハム株式会社に変更し本店を徳島市万代町七丁目21番地から大阪市浪速区大国町二丁目7番地に移転。
  - 「鳥清ハム」（旧・鳥清畜産工業）を合併。旧ロゴマーク

旧ロゴマーク

- 1968年 - 本社を大阪市東区（現・中央区）南本町三丁目6番14号イトウビル7階に移転。
- 1973年
  - プリマハムを抜き、業界首位となる。
  - プロ野球パ・リーグの日拓ホームフライヤーズを買収。「日本ハムファイターズ」とする。
- 1985年 - 「シャウエッセン」発売。
- 2002年 - 「輸入牛肉偽装事件」が発生[4][5][6]。社長が事件の責任を取り辞任。
- 2005年 - イメージキャラクターの「ハムリンズ」が登場する。
- 2005年1月 - グループブランド「Nippon Ham Group」を制定。旧グループブランドロゴ

旧グループブランドロゴ

- 2005年4月27日 - 創業者の大社義規が心不全のため91歳で没す。
- 2012年8月15日 - 事業部・グループ間のコミュニケーション強化と業務の効率化を図るため、本社を大阪市北区梅田二丁目4番9号に所在するブリーゼタワーに移転。
- 2014年4月1日 - グループブランド及びコーポレートブランドロゴを変更[7][8][注 2]。
- 2014年6月 - 当社の英文表記をNIPPON MEAT PACKERS, INC.からNH Foods Ltd.に変更[9]。
- 2016年7月 - 株式会社北海道新聞社との主催で日本女子プロゴルフ協会公認の女子プロゴルフトーナメント「ニッポンハムレディスクラシック」を新規トーナメントとして開催[10][注 3]。
- 2017年5月31日 - ウルグアイの大手食肉処理会社であるBreeders & Packers Uruguay SAを1億2500万ドル（約150億円）で買収[11]。

## 主な商品
- シャウエッセン
- 美ノ国
- 彩りキッチン
- ウイニー
- 森の薫り
- モーニングサーブ
- 新鮮生活
- アンティエ
- チキンナゲット
- チキチキボーン
- 中華名菜シリーズ
- 石窯工房シリーズ
- ミルポアデミグラスハンバーグ
- とろける4種チーズのハンバーグ
- 天津閣
- アジア食彩館
- 焼肉のたれ

## 過去の商品
- コンちゃんソーセージ
- スイフト
- エッセンポルカ
- ミュンヘナー
- カロリーソフト
- クナッカー
- あらびきテリパンナ
- Choice（チョイス）
- 牛ふりかけ
- ナポリピザ
- テリヤキ一番
- テリヤキハンバーグ
- 蒲焼地鶏
- ベーコン切り落とし
- お買得ベーコンパック
- これは便利ペッパーももハム
- チョップドハムスライス
- レガートソフト&フライ
- トマトリコピン入り赤ウインナー
- まるとくなっとくウインナー
- クックデミ
- グルメボロナ
- 美味健康
- 洋食名菜
- ローストビーフカレー
- 手料理名人
- キレイ畑
- すっきりたまねぎドレッシング
- もちもちした生パスタ
- ソウル園
- 韓流苑
- 麺名菜
- 皆盛
- シャウエッセンマスタード
- チキンと白身魚のコーンハンバーグ
- ハミングタイム

他、多数。

## 国内関連会社
日本ハムホームページ・関連会社の項目の記述順に配列した。全社株式会社である。

### 加工事業

#### 製造
- 日本ハムファクトリー（静岡県榛原郡吉田町）
- 日本ハム北海道ファクトリー[12]（北海道旭川市）
- 東北日本ハム（山形県酒田市）
- 南日本ハム（宮崎県日向市）
- 協同食品（香川県坂出市）
- 鎌倉ハム富岡商会（神奈川県鎌倉市）
- 高松ハム（香川県さぬき市）
- 日本ハム食品（三重県桑名郡木曽岬町）
- 日本ハム惣菜（新潟県三条市）
- プレミアムキッチン (兵庫県小野市)

#### 販売・物流
- 日本ハム北海道販売（北海道札幌市手稲区）
- 日本ハム東販売（東京都品川区）
- 日本ハム西販売（大阪府大阪市北区）
- 日本ハムデリニューズ（東京都港区）
- 日本ハムカスタマーコミュニケーション（大阪府大阪市北区）
- 日本デイリーネット（茨城県筑西市）
- 日本ルートサービス（東京都品川区）

### 食肉事業

#### 生産飼育
- 日本クリーンファーム（青森県上北郡おいらせ町）
- 日本ホワイトファームグループ
  - 日本ホワイトファーム（青森県上北郡横浜町）
  - 日本ホワイトファーム新潟（新潟県新発田市）

#### 処理・加工
- ウスネ（東京都港区）
- 日本フードパッカーグループ
  - 日本フードパッカー（青森県上北郡おいらせ町）

#### 畜産エキス・加工
- 日本ピュアフード（東京都品川区）

#### 販売・物流・商社
- 日本フードグループ
  - 東日本フード（札幌市北区）
  - 関東日本フード（東京都品川区）
  - 中日本フード（名古屋市中区）
  - 西日本フード（福岡県福岡市博多区）
- 日本チルド物流（神奈川県川崎市川崎区）
- 日本物流センター（神奈川県川崎市川崎区）
- ジャパンフード（東京都港区）

### その他事業
- 北海道日本ハムファイターズ（北海道北広島市）[注 4]
- ファイターズスポーツ&エンターテイメント（北海道北広島市 Fビレッジの運営母体）[注 5]
- セレッソ大阪（大阪府大阪市東住吉区 旧・大阪サッカークラブ）[注 6]
- 宝幸（東京都品川区）
- 日本ドライフーズ（福岡県三井郡大刀洗町）
- 日本ルナ（東京都品川区[13]）
- 日本ハムヘルスクリエイト（東京都品川区）
- 日本ハムライフサービス（大阪府大阪市北区 保険サービス、物販業など）
- 日本ハムキャリアコンサルティング（東京都品川区 教育・学習支援、採用支援など）
- 日本ハムビジネスエキスパート（大阪府大阪市北区 情報管理業）
- 日本ハム設計（東京都品川区 日本ハムグループの工場や店舗を中心とした建築設計・設備保全業務）

### その他
以下は日本ハムホームページのグループ企業紹介に記述されていないもの
- アルテピアット（神奈川県厚木市）
- コーベ・フーズ（兵庫県神戸市兵庫区）
- マイン

## 国外現地法人
日本ハムホームページ・関連会社の項目の記述順に配列した。

### アジア
- 天津龍泰食品有限公司
- 威海日都食品有限公司
- 山東日龍食品有限公司
- 烟台宝昌食品有限公司
- 山東未来食品有限公司
- 日邦食品（上海）有限公司
- 台湾日本ハム株式会社
- THAI NIPPON FOODS CO., LTD．
- THAI NIPPON VEGETABLE CO., LTD．
- THAI NIPPON COLD STORAGE CO., LTD．
- タイ日本ハム株式会社
- シンガポール日本ハム株式会社
- NIPPON GOLDEN PIG JOINT STOCK COMPANY

### オーストラリア
- OAKEY HOLDINGS PTY．LTD．
- OAKEY ABATTOIR PTY．LTD．
- ウィンガムビーフエキスポート株式会社
- THOMAS BORTHWICK&SONS（AUSTRALIA）PTY．LTD．
- NEW WAVE LEATHERS PTY．LTD．
- オーストラリア日本ハム株式会社
- BEEF PRODUCERS AUSTRALIA PTY．LTD．

### アメリカ
- TEXAS FARM, LLC．
- REDONDO’S, LLC．
- Day-Lee Foods，Inc．
- AUSTRALIAN PREMIUM BRANDS，Inc．
- チリ日本ハム株式会社
- NIPPON SHOKUHIN MEXICANA S.A.DE C.V.

### ヨーロッパ
- NH Foods U.K.Ltd

## 広報活動

### 提供番組
現在
- ZIP!（日本テレビ）※7時台前半1部ナショナルセールス枠・月曜
- News every.(日本テレビ)※18時台前半2部ナショナルセールス枠・木曜
- 熱血テレビ（山口放送）
- GAORAプロ野球中継（GAORA）Nipponham Group名義。日本ハム主催試合のみ2015年より提供。番組限定のCM「ニッポンハムグループはグループじゃない。チームだ。」のシリーズを放映。
- 三四郎のオールナイトニッポン（ニッポン放送）
- おはようコールABC（おはようセレッソ）

下記にもあるが、数々のテレビ番組のレギュラー提供をしていた。しかし、関連会社の「牛肉偽装事件」が発覚して以降、週替わりや期間限定での提供が多かった。2012年4月から「ザ!世界仰天ニュース」（日本テレビ）よりレギュラー番組提供を再開した。2024年6月現在提供テロップはNipponham。週替わり提供であり、基本的にスポットCM中心。
過去
- ニッポンハムレディスクラシック（テレビ東京）※2016年〜2022年
- ママの手料理（関西テレビ制作）※1985年10月から1990年4月まで放映された料理番組で1社提供
- ザ!世界仰天ニュース（日本テレビ）
- AKBINGO!（日本テレビ）
- ワンダーゾーン（読売テレビ制作・日本テレビ系列）
- 新春スポーツスペシャル箱根駅伝（日本テレビ）※2014年 - 2017年。グループブランドであるNipponham Group名義。
- クイズ100人に聞きました（TBS・末期）
- 女神の天秤（TBS）
- 所さんの20世紀解体新書（TBS）
- 関口宏の東京フレンドパークII（TBS）
- ごごネタ!とれたてTV（CBC制作・TBS系列）※主に取材・制作面での諸事情により提クレ自粛。
- HKT48のおでかけ!（TBS）2014年11月〜
- RKKワイド夕方いちばん（熊本放送、2013年4月より火・水曜の16時台の番組スポンサー）
- ステーションEYE（テレビ朝日・1990年代半ば）
- GIRLS A GOGO!（テレビ朝日）
- 関ジャニの仕分け∞およびお願い!ランキング GOLDなどの2時間スペシャルの土曜20時台（テレビ朝日）
- アフタヌーンショー（テレビ朝日)
- ワイド!スクランブル（テレビ朝日・月曜）※仕分け∞降板後の2013年10月より務めるものの、2か月で降板
- 興味しんしん丸（朝日放送制作・テレビ朝日系列）
- 平成ふしぎ探検隊（朝日放送制作・テレビ朝日系列）
- 親知らずバラエティー 天使の仮面!!（朝日放送制作・テレビ朝日系列）
- 探検王国 そんなことアルマジロ（朝日放送制作・テレビ朝日系列）
- 大発見!恐怖の法則（朝日放送制作・テレビ朝日系列）
- 人気者でいこう!（朝日放送制作・テレビ朝日系列）
- パネルクイズ アタック25（朝日放送制作・テレビ朝日系列）
- 大阪国際女子マラソン（関西テレビ制作・フジテレビ系列）※2002年度まで
- 新伍&紳助のあぶない話（関西テレビ制作・フジテレビ系列）※ヒッチハイク
- タモリのスーパーボキャブラ天国→タモリの超ボキャブラ天国（フジテレビ系）
- キャプテン翼J（フジテレビ系）
- 超野球ファイターズ→超ぽじてぃぶ! ファイターズ（テレビ東京）
- FIGHTERS ROCKS&BASEBALL（東京時代）
- Vダッシュ!!セレッソ（テレビ大阪）
- 日経スペシャル カンブリア宮殿（テレビ東京）※Nipponham Group名義。
- 報道ステーション（テレビ朝日）※火曜後半ナショナルスポンサー、Nipponham Group名義。
- ひるおび!内のJNNニュース（TBS 平日・昼）※Nipponham Group名義。
- 久保田利伸のプラネット・フレーヴァ（TOKYO FM（2005年4月よりFM OSAKA）） - ラジオ媒体唯一の1社提供番組 など
- 桑田佳祐のやさしい夜遊び（TOKYO FM）※2016年6月11日 - 2019年3月30日
- AKB48のオールナイトニッポン（ニッポン放送）

この他1996年4月 - 2000年3月まで放送されていた文化放送のワイド番組「えのきどいちろう意気揚々」にて1コーナーの提供→「フォークトレイン」→「ミュージックトレイン」の箱番組提供も行っていたが、2006年3月で10年間の歴史に幕を閉じた。

### CM出演
俳優・女優・歌手などの芸能人やアニメキャラクターのほか、保有するファイターズの選手も度々出演している。
現在
- 坂口健太郎（中華名彩）
- 林遣都（石釜工房）
- 大泉洋（ギフト「美ノ国」）
- ムーミン（森の薫り）
- 橋本愛（シャウエッセン®とろける4種チーズ）
- 金子大地（同上）

過去
- 大村崑（コンちゃんソーセージ）おまけのシールも人気で集めた少年少女が多かった。
- ジェスター（ゲーリー・ジェスタッド）（牛ふりかけ。1975年）
  - 当時日本ハムファイターズに所属していた外国人選手。日本の少女と共演。キャッチコピーは「コノアジ、ベリー、ギュー!」。
- ウイニー坊や（ウイニー／オリジナルキャラクター）
共演した著名人
  - 山岡久乃（1976年）
  - ピンク・レディー（1978年）
  - 藤田弓子（1980年 - 1981年）
  - 柳亭金車（落語家、1981年）
- 大橋巨泉（スイフト。1979年）
  - CM中に「今スイフトはアメリカの若奥さんにグンバツ（抜群）の大人気。日本の若奥さんもお召し上がり。ながれいしー（流石）!!」というフレーズがあった。
- 持田真樹（カロリーソフト 1993年、桜っ子クラブ=当時）
- 久保田利伸（シャウエッセン 1994年・1997-1999年、1994年当時の日本ハムファイターズの球団マスコット、ファイティーとの共演も有り）
- 竜雷太（同上）
- 伊藤裕子（同上）
- 倉本聰（ギフトセット）
- 江夏豊（同上）
- 大沢啓二（同上）
  - 江夏・大沢両名共演バージョンもあった。
- 山口もえ（中華名菜 2000年代前半）
- 正田樹（ナポリザ 2000年/北海道日本ハムファイターズ→阪神タイガース→東京ヤクルトスワローズ。入団時にCM出演）
- 小笠原道大（シャウエッセン/北海道日本ハムファイターズ→読売ジャイアンツ→中日ドラゴンズ）
- 新庄剛志（モーニングサーブ→お中元・お歳暮など/北海道日本ハムファイターズ）
- ダルビッシュ有（モーニングサーブ リンクス/現サンディエゴ・パドレス）
- 爆笑問題 (彩りキッチン/太田光がイロー、田中裕二がドリーの声)
- ストロングマシン2号（ミートスティック リンクス）
- 永作博美（新鮮生活 ZERO）
- 生田斗真（彩りキッチン/「彩り王子」として出演）
- 栗山英樹（日本ハムグループ/元北海道日本ハムファイターズ監督）
- 大谷翔平（同上・ニッポンハムグループオールスターフェア/北海道日本ハムファイターズ/2015年版から）
- 倉科カナ（彩りキッチン）
- ハムリンズ（企業/オリジナルキャラクター）
- 天海祐希（ギフト「美ノ国」）
- 西川遥輝（「強いカラダをつくる、は終わらない。」編/北海道日本ハムファイターズ）
- 中島卓也（同上）
- 田中賢介（同上）
- 杉谷拳士（同上）
- 近藤健介（同上）
- 上沢直之（同上）

### スポーツ
以下はすべて過去に特別協賛社として参加したスポーツイベントである。
- ニッポンハムカップ・フットサルトーナメント - 前身の名称を含めて2002年から2008年まで特別協賛。2009年からは特別協賛社が本田技研工業となり、「ホンダカップ フットサルフェスタ」へ改称。2018年からは冠スポンサーなしの「フットサルフェスタ」に名を変え継続している。
- ニッポンハムレディスクラシック - 2022年大会をもって特別協賛社から撤退、2023年大会は電気部品メーカーのミネベアミツミが特別協賛社として入り、「ミネベアミツミ レディス 北海道新聞カップ」へ改称。

## 不祥事
コンプライアンス違反・企業犯罪
1. 牛肉産地偽装事件
  - 2002年7月30日、BSE関連の補助金詐欺事件である「牛肉産地偽装事件」が発覚した[4][5][6]。事件の責任を取り、創業者一族である大社啓二社長が専務に降格となった。結果的に日本ハムは同族経営に終止符を打つ。大社社長は、その後2005年に北海道日本ハムファイターズのオーナーを経て、2019年日本ハム取締役を退任し相談役に就任。
2. 排水データの改竄
  - 兵庫工場（加古川市平岡町）は2006年11月27日、工場排水の化学的酸素要求量 (COD) が水質汚濁防止法の排出基準を超えて排水をしており公害を発生させていたこと、さらにその排水分析記録の一部を低く見せかけ、あたかも公害を発生させていないように改竄する偽装工作をしていたことが判明した。これら合計2つの法令違反していたことにより、兵庫県と加古川市は同工場を口頭注意処分とした。
3. 所得税の申告漏れ
  - 2007年に、大阪国税局が行った税務調査で、所得税の申告漏れがあったことが判明している。
  - 2011年にも、同国税局による税務調査で、約2億円の申告漏れを指摘され、7,900万円の追徴課税を受けた[14]。
  - 2014年にも、同国税局から日本国内の工場建設を巡り、工事が未終了の段階で経理処理していたことが、所得の仮装・隠蔽を図るための所得圧縮にあたるとして、5億7,600万円の申告漏れ（うち900万円は意図的な所得隠し）を指摘されていたことが判明している[15]。
4. 贈答品の商品のすり替え
  - 同社の日本国内の出荷拠点のうち、西宮（兵庫県）・広島・仙台・玉戸（茨城県）の4拠点に於いて、2009年の歳暮と2010年の中元について、計1万6,551の商品で別の商品にすり替えられていたことが2010年10月に判明した。出荷の遅れを防ぐため、注文商品に在庫が無くても、担当者が独断で、別商品に詰め替えていた模様である[16]。
5. 贈答品における虚偽表示
  - 同社の主力の中元商品において、内包されるウインナーソーセージ商品計9,254パックについて、自社農場製でないにもかかわらず「自社農場」と虚偽表示していたことが2014年に明らかとなり、同社は同年7月以降、該当する中元商品を自主回収した[17]。
6. 加熱不足の冷蔵加工食品を出荷
  - 同社が販売する冷蔵加工食品のうち約3万3,000パックについて、十分な加熱が行われないままになっていたとして、同社は2015年2月から自主回収を行った[18]。
7. 執行役員の不適切発言
  - 2017年10月上旬に、同社の当時の執行役員の一人が、海外出張中に空港のラウンジに於いて、航空会社の女性従業員に対し不適切な発言をしたと、女性の勤務する航空会社から同社に連絡。その場には末澤壽一社長も同席しており、末澤社長はは翌2018年2月に辞任し、不適切発言をした執行役員も退職した[19][20]。

## 動物福祉
同社は国内最大規模の養豚事業を行っている。2021年9月、動物擁護団体PETA（動物の倫理的扱いを求める人々の会）により、日本ハムのグループ養豚場で行われている動物虐待が疑われる行為が暴露された。この翌々月11月に、同社は、母豚の妊娠ストールの使用を2030年までに廃止すること、2023年までに牛と豚の全屠畜場係留所へ飲水設備の設置することなどを盛り込んだ施策を発表した。

## テレビ番組
- 日経スペシャル カンブリア宮殿 シャウエッセンを超えろ!巨大食肉メーカーの大改革（2023年11月23日、テレビ東京）[23][24]